# Анхар-е-Алія
Анхар-е-Алія (перс. انهر علیا) — село в Ірані, входить до складу дехестану Ровзех-Чай у Центральному бахші шахрестану Урмія провінції Західний Азербайджан.